# Picta
Picta es una servicio de streaming de video bajo demanda como televisión en vivo, de Cuba, y que también está disponible en Latinoamérica. En ella se pueden encontrar varias Series, Películas y de Animación, Cuba e internacional, cuenta apps para Android y Android TV . Es desarrollada por la Universidad de las Ciencias Informáticas, fue lanzado fines del 2018 como el primer servicio VOD originario de la isla.Con algunos videos de pago como los de RTV Comercial
Es la plataforma líder de video bajo demanda de Cuba, para registrarte es mediante líneas móviles de Cuba (únicamente por el momento solo en la isla), a partir de marzo del 2020 se agrega canales en vivo tales como Cubavisión, Cubavisión Internacional, Telerebelde y Canal Caribe.

## Historia
La identidad de la plataforma se basa en la idea de que reflejara tanto colorido como soberanía. Los desarrolladores toman como referente a la Polymita picta, una especie de caracol endémica de Cuba considerada el más bello del mundo, uniendo en un solo isotipo la espiral colorida de la Polymita picta con el símbolo triangular de reproducción (play) para evocar el objetivo de la plataforma que es la difusión de audiovisuales. Con la unión al nombre (Picta) se crea un imagotipo atractivo, moderno y que transmite la razón de ser de la plataforma de contenidos audiovisuales.